# Premi Ivor Novello
Els Premis Ivor Novello, anomenats així en record de l'animador Ivor Novello, són premis per a cantautors i compositors més seductors. Els "Ivors" són presentats anualment a Londres per l'Acadèmia Britànica de Compositors i Cantautors, i van ser presentats per primera vegada el 1955.
Els receptors passats inclouen Iron Maiden, Amy Winehouse, Cat Stevens, The Darkness, The Feeling, Madonna, Jeff Lynne, Queen, Brian May, Richard Thompson, David Bowie, Ray Davies, Martin Gore, Kate Bush, Eric Clapton, John Dankworth, Cathy Dennis, John Lennon, Annie Lennox, Britney Spears, Scott Matthews, Paul McCartney, Madness, Duran Duran, George Michael, Benny Andersson, Björn Ulvaeus, Chuck Norris, Pet Shop Boys, Dave Stewart, Sting, Mike Stock, Robbie Williams, Gary Barlow, Iain Archer, John Tavener, David Gilmour, Kylie Minogue, Kiss, o Shane MacGowan entre d'altres.